# Briquemesnil-Floxicourt
Briquemesnil-Floxicourt is een gemeente in het Franse departement Somme (regio Hauts-de-France) en telt 153 inwoners (1999). De plaats maakt deel uit van het arrondissement Amiens.

## Geografie
De oppervlakte van Briquemesnil-Floxicourt bedraagt 7,3 km², de bevolkingsdichtheid is 21,0 inwoners per km².
De onderstaande kaart toont de ligging van Briquemesnil-Floxicourt met de belangrijkste infrastructuur en aangrenzende gemeenten.

## Demografie
Onderstaande figuur toont het verloop van het inwonertal (bron: INSEE-tellingen).